# Nell Gwynne (operett)
Nell Gwynne är en operett i tre akter med musik av Robert Planquette och libretto av Henry Brougham Farnie efter William Thomas Moncrieffs pjäs Rochester.

## Historia
Operetten är något så ovanligt som en fransk operett med urpremiär i London. Farnie hade tidigare skrivit ett libretto över samma tema till kompositören Alfred Cellier, vilken sattes upp på Prince's Theatre i Manchester 1876.
Planquettes operett hade premiär på Avenue Theatre i London den 7 februari 1884 för att sedan överföras till Comedy Theatre den 28 april 1884. I juni samma år gick den upp i Saint Louis och i New York med start den 8 november 1884.
Den sattes senare upp i Paris den 7 december 1886 som La Princesse Colombine med libretto av E. André Ordonneau, men blev ingen succéa.

## Personer

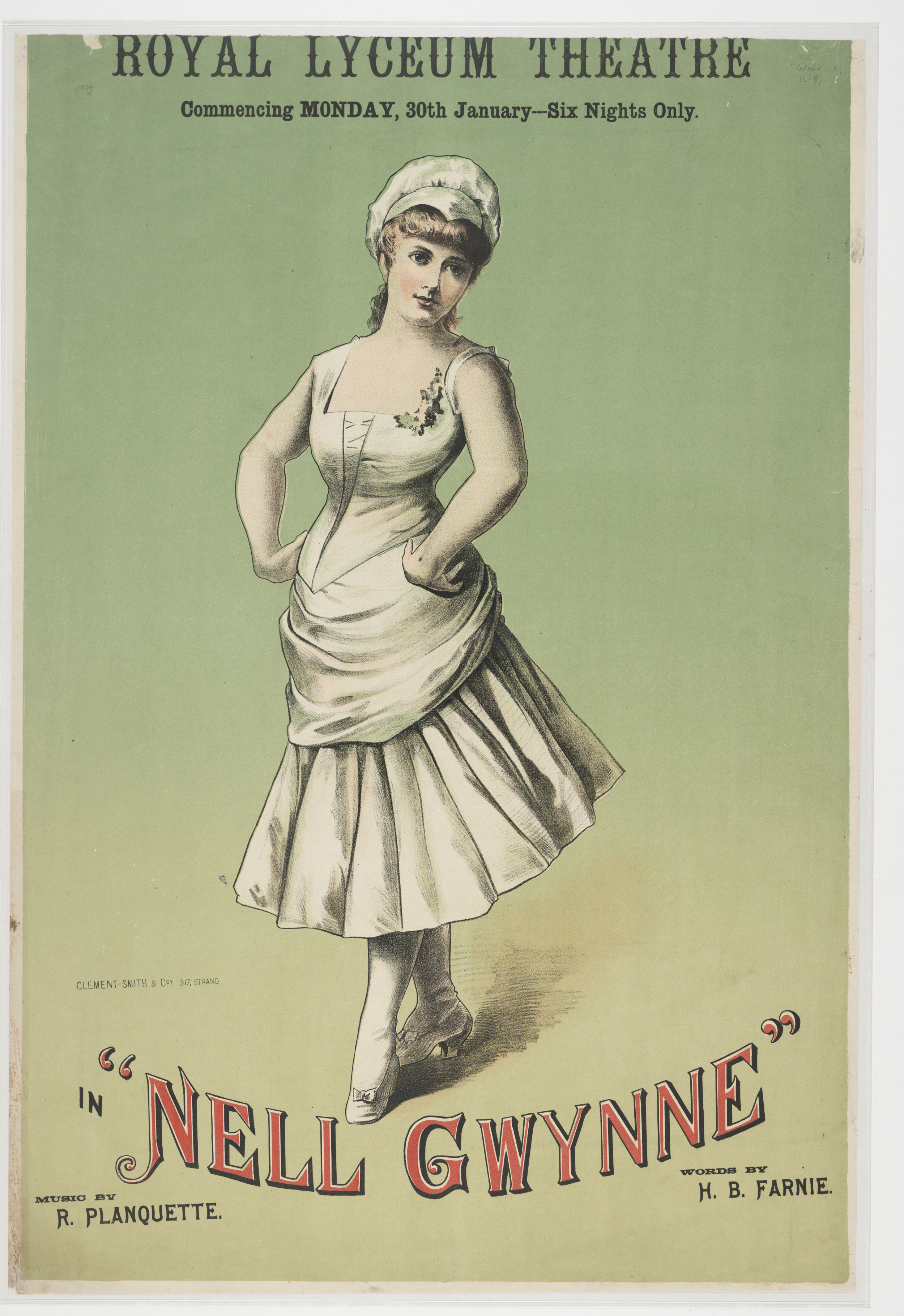
Affisch från Royal Lyceum Theatre i Edinburgh, 1888

- Nell Gwynne (skådespelerska på King's Theatre) – Florence St. John
- Lady Clare (kungens myndling) – Agnes Stone
- Jessamine (Weasels brorsdotter) – Giulia Warwick
- Marjorie (föräldralös – Weasels tjänare) – Victoria Reynolds
- Buckingham (i onåd hos hovet – värdshusvärd på Dragon) – M. Dwyer
- Rochester (i onåd hos hovet – servitör på Dragon) – A. Cadwalader
- The Beadle (den lokale auktoriteten) – Lionel Brough
- Weasel (panthandlare) – Arthur Roberts
- Talbot (Clares kusin) – Cecil Crofton
- Falcon (en kringvandrande spelare) – Henry Walsham
- Hodge och Podge (bybor) – Messrs. D. St. John och Hunt
- Peregrine (Buckinghams husa) – Agnes Lyndon
- Kung Charles II, bybor, bönder, hovmän, servitörer, etc.

## Musiknummer
- 1. (a) Kör — "No Heel-Taps"

(b) Scen — "He Brings our Score"
(c) "To you Ladies"  (Buckingham och kör)
- 2. "The British Waiter" (Rochester och Buckingham)
- 3. "Only an Orange Girl " (Nell)
- 4. "O Heart! My Lover's Near!" (Jessamine, Rochester, Buckingham och Weasel)
- 5. "Once upon a Time" (Buckingham)
- 6. "O'er their Young Hearts " (Nell, Clare, Rochester och Buckingham)
- 7. Kör — "Clubs och Cudgels"
- 8. "Tis I!" (Beadle och kör)
- 9. "Sweetheart, if Thou be Nigh!" (Falcon)
- 10. Final, Akt I: "O Surprise!" (Company)

Entr'acte 
- 11. Pawn Chorus — "About the Middle of the Week"
- 12. Rustic Rondo (Nell)
- 13. "Tic, Tac" (Jessamine)
- 14. "Maid of the Witching Eye" (Nell och Clare)
- 15. "Now the Spell" (Nell, Jessamine, Clare, Rochester, Buckingham och Weasel)
- 16. "First Love" (Nell)
- 17. "The Dappled Fawn " (Jessamine och Falcon)
- 18. "Illusions!" (Buckingham)
- 19. "Turn About" (Buckingham och Rochester)
- 20. Final, Akt II: What's Passing Here" (Company)

Entr'acte 
- 21. Hunting Chorus — "The Eager Hounds"
- 22. "The Broken Cavalier" (The Legend of Chelsea Hospital) (Nell)
- 23. "The Trysting Tree" (Falcon)
- 24.(a) "The Ball at Whitehall" (Nell)

(b) "Green Sleeves" (Nell)
- 25. "Happy the Lot" (Weasel och Beadle)
- 26. "The Rendez-vous" (Nell, Clare, Rochester och Buckingham)
- 27. "Timid Bird" (Jessamine och Falcon)
- 28. Final, Akt III (Company)